# 坂田心咲
坂田 心咲（さかた みさき、2005年〈平成17年〉11月8日 - ）は、日本のアイドル。女性アイドルグループNMB48のメンバー、派生ユニット「りぷりっぷる」のメンバーである。
大阪府出身。Showtitle所属。

## 略歴
2022年
- 1月1日、NMB48劇場での「2022新春特別公演」にて、NMB48の8期生としてお披露目される[5]。同日、「NMB48新春組閣発表会」により、チームBII研究生として所属することが発表される[6][7][8]。
- 2月19日、チームBII研究生「なんば笑顔開花宣言」公演初日に出演。センターとして劇場公演デビュー[9][10]。
- 6月22日、NMB48のOGである1期生吉田朱里とYouTubeにて対談[11]。
- 6月30日、雑誌初掲載である『TopYellNEO2022SUMMER』にNMB48メンバーである瓶野神音と共に、期待のNEW FACEとしてインタビュー記事が掲載[12][13]。
- 7月16日、Zepp Osaka Baysideで開催された、NMB48のコンサート「NMB48 NAMBAZAAR 2022」の紅組2022公演にて、正規メンバー昇格とチームN所属が発表される[14]。
- 8月6日、ハートコレクトNMB♡ supported by Joshin（FM大阪）にてラジオ初出演[15]。
- 9月13日、NHK総合のうたコンに出演。新曲「好きだ虫」を選抜メンバーと共に披露する[16][17]。
- 11月7日、チームN 6th Stage「夢中雷舞」公演にてチーム公演での初のセンターを務める[18]。
- 11月10日、NMB48としてベストヒット歌謡祭2022に出演[19][20]。
- 12月13日、Idol Beauty Book season3、（主婦の友社刊）にて山本望叶、原かれんと共に掲載。NMB48版では表紙メンバーに抜擢される[21]。

2023年
- 1月16日、NMB48の4thアルバム『NMB13』（3月8日発売）の表題曲「Done」の選抜メンバー16人に選出される[22][注 1]
- 2月2日、4thアルバム『NMB13』収録「Enjoy無礼講！」の新ユニット・りぷりっぷるが結成され、メンバーに選出される[23]。同アルバムに収録されている「青春のラップタイム2023」（NMB48にとって最初のオリジナル楽曲「青春のラップタイム」のリテイク）ではセンターを務める[24]。
- 3月7日、NMB48の音楽番組「音いたち」に初出演[25][26]。
- 3月13日、関西テレビ「ほっとするわ」に出演[27][28]。
- 3月14日、NHK総合のうたコンに出演。「青春のラップタイム2023」をセンターにて披露する[29][30]。
- 4月1日、「ハートコレクトNMB♡ supported by Joshin」からリニューアルした「スマイルコネクトNMB☆supported by Joshin」の初回ゲストとして出演[31]。
- 4月7日、家電量販店ジョーシンCMキャラクターに決定したことが発表される[32][33]。
- 7月14日、「NMB48 Summer Fes.2023 〜アッチッチーム祭り〜」in Zepp Osaka Baysideでの新チーム体制の発表により、チームBIIへの異動が発表される[34]。
- 8月7日、NMB48の28thシングル「渚サイコー!」で、シングル表題曲選抜メンバーとして初めて選出されたことが発表される[35]。
- 9月25日、大阪マラソン応援団「M-7」結成記者会見に大阪観光スペシャルサポーターとして出席[36][37][38]。尚、当日の模様はYouTubeにてライブ配信されている[39]。
- 10月25日、佐久間宣行のNOBROCK TVに渋谷凪咲とどっきりの仕掛け人として出演。仕掛け人としての出演だったが、渋谷の演技の迫力に涙（H2O）する。動画が話題となり366万再生（2024年3月24日時点）を超え反響を呼んでいる[40][41]。
- 12月26日、NMB48オリジナルの衣装を紹介する「NMB48 衣装図鑑 踊る衣装たち」が発売され、塩月希依音と共に表紙を飾る[42]。

2024年
- 2月17日、読売テレビ放送の「発見!仰天!!プレミアもん!!! 土曜はダメよ!」レギュラーに抜擢される[43]。
- 3月2日、高校を卒業[44]。
- 3月14日、5月3日（祝）4日（祝）5日（祝）に行われる大阪コミコン2024【OSAKA COMIC CON 2024】PR大使に任命されたことがYouTubeで発表される[45]。
- 3月14日、NHK大阪放送局の番組「さらば青春のご当地コント〜大阪府堺市編〜」に出演。コントに初挑戦した[46]。
- 3月21日、29thシングル（5月22日発売・これが愛なのか？）選抜メンバーがYouTubeでのLIVE配信にて発表（発表時はタイトル未定）され、2度目のシングル表題曲選抜で、初のセンター就任（塩月希依音とのダブルセンター）が発表される[47][48][49][3]。
- 5月28日、「うたコン」において、塩月希依音とともにダブルセンターをつとめた5月22日発売のNMB48の29thシングル『これが愛なのか?』をテレビ初披露[50]。
- 7月14日、「NHKのど自慢」にNMB48として初出演。『これが愛なのか?』を披露[51]。

## 人物
2021年募集のNMB48・8期生オーディションを受け、2022年1月にデビュー。
8期生の自己紹介＆特技披露では、フラフープを回しながらTシャツを着るという技を披露した。
見た目はギャルっぽいが真面目で努力家と評される。
将来の夢は、老若男女に愛されるトップアイドル。
NMB48加入当初から公演のセンターを務め、次世代のエースとして嘱望される。2023年「NMB48 LIVE2023～轟けミックス～」にて、同学年であるドラフト3期生の塩月希依音と共に「だってだってだって」のダブルセンターを務めた際、「みなさーん、私たちのダブルセンター見たかったですよね～?」と、ファンの期待に応える発言をしている。
特技は、中学校時代の3年間陸上部所属だったこともあり、走ることを筆頭にあげていた。他には、自己紹介でも披露したフラフープや、まつ毛を綺麗に上げる、アイラインを上手に引く、道を覚える。
趣味は、ガチャガチャ、半身浴、カラコン・コスメ集め。特に趣味と特技に共通するメイクに関しては、OGのコスメプロデューサーでもある吉田朱里からもYouTubeでの対談で「メイクがうまい」と言われている。
好きな食べ物はサーモン、抹茶、サムギョプサル、ティラミス。
8期生では、坂下真心が学年が同じで、互いに名字に「坂」がつくため「坂坂コンビ」と呼ばれる。
また、NMB48内で同級生のメンバーが多く、塩月希依音、岡本怜奈、坂下真心、福野杏実らと「ウチらなんば05組」を結成しSNS等で活動している。
ニックネームの「さかたん」に関しては、決める際に他にもいくつか候補があった経緯を配信アプリSHOWROOMで語っており、新YNN（配信番組）にてギャルメイクをした際に「みちゃぴぃ」を名乗ったことや、劇場での公演でもファンからのコールは「みちゃぴぃと呼ばれたい」と語ったことから、「みちゃぴぃ」と呼ばれることも多い。SNSのアカウントに「michapiiii_」が使用されているのはこのためである。

## NMB48での参加楽曲

### シングル選抜楽曲
- 「恋と愛のその間には」に収録
  - ホンマにサンキュー
- 「好きだ虫」に収録
  - 挑発の青空 - 「Team N」名義
- 渚サイコー!
  - 恋のヘタレ - 「Team BII」名義
- これが愛なのか?（Wセンター）
  - ヘドバンタイム - 「Team BII」名義
- がんばらぬわい
  - めっちゃラブユー - 「紅組」名義
  - さらば純情 - 「8期生・9期生・10期生」名義
- チューストライク
  - もっと永遠に - 「Team BII」名義

### アルバム選抜楽曲
- 『NMB13』に収録
  - Done
  - 青春のラップタイム 2023（センター）
  - Enjoy無礼講! - 「りぷりっぷる」名義
  - 想像のピストル

## 出演

### テレビ番組
- ほっとするわ（2023年3月13日、関西テレビ）[27][28]
- エモスト（2023年3月23日・6月1日・9月21日、毎日放送）
- ぐるっと関西おひるまえ（2023年6月21日、NHK総合）[59]
- 発見!仰天!!プレミアもん!!! 土曜はダメよ!（2024年2月17日 - 、読売テレビ）[43]
- さらば青春のご当地コント～大阪府堺市編～（2024年3月14日、NHK総合 - 関西地方）[60]
- 全日本 高校先生クイズ 選手権2024（2024年3月24日、MBS/TBS系） - 生徒役[61]

### 音楽番組
- 音いたち（2020年11月17日 - MC、関西テレビ） - （不定期出演）
- うたコン
  - 9月13日(火) 生放送「世界が注目！日本の歌」（2022年9月13日、NHK総合）[16][17]
  - 3月14日(火)生放送「春 舞いあがる歌」（2023年3月14日、NHK総合）[29][30]。
  - 7月25日(火)生放送「納涼！夏うた＆三波春夫特集」（2023年7月25日、NHK総合）[62]
- PLAYLIST（2023年3月28日、TBSテレビ）[63]
- CDTVライブライブ
  - 「CDTV」30周年SP（2023年4月3日、TBSテレビ）[64][65]
  - CDTVライブライブ3時間半スペシャル（2023年10月9日、TBSテレビ） - 渚サイコー![66]
- カミオト上方音祭（2023年6月18日、読売テレビ）[67]
- ベストヒット歌謡祭 2023（2023年11月16日、読売テレビ）[68]

### テレビCM
- 上新電機（2023年4月 - 2024年4月 ）[32][33]

### ラジオ
- よしもと祇園花月Presents GIONラジオ NMB48の放課後ニュース（2022年6月26日、KBS京都）[69]
- ハートコレクトNMB♡ supported by Joshin（2022年8月6日、FM大阪）[15]
- NMB48のTEPPENラジオ（2023年2月4日、MBSラジオ）[70]
- スマイルコネクトNMB☆supported by Joshin（2023年4月1日・8日、FM大阪）[31]
- NMB48出口結菜のラビ活！supported by 阪急東通商店街（2023年12月2日[71]・12月9日[72]、FM大阪）
- NMB48のじゃんぐる♥レディOh! - YES-fm（2024年2月26日、YES-fm）[73]

### ネット配信
- スポキン〜Sports Kingdom〜（2022年4月29日 - 2023年7月18日、新YNN）
- ミュージックカマー（2022年11月13日、FANY）[74][75]
- Warai Mirai Fes 2023 を100倍楽しむTV（2023年8月18日[76]・8月22日[77]、吉本興業チャンネル）
- 佐久間宣行のNOBROCK TV
  - 【恐怖】NMB48渋谷凪咲が裏ではお笑いにストイックすぎて、後輩にも面白い回答を強要する大喜利モンスターだったら？（2023年10月25日）[40][41]

### イベント
- OSAKA COLORZ SHOW 2023（2023年8月29日、Zepp Osaka Bayside、powered by SHEIN）[78] - ランウェイ
- FUURYUU FES 5.0 supported by Girl’s Bomb!!（2023年10月11日、さいたまスーパーアリーナ）[79]
- 大阪マラソン応援団「大阪観光スペシャルサポーター」（2024年2月25日、大阪マラソン2024）[36][37][38][39]
- 万博花火プロジェクト『万博夜空がアートになる日』（2023年11月25日、万博記念公園）[80]
- JAPAN IDOL FESTIVAL supported by カラオケまねきねこVol.2（2024年3月13日、LINE CUBE SHIBUYA（渋谷公会堂））[81]

### イメージキャラクター
- 上新電機「ジョーシンCMキャラクター」（2023年4月 - 2024年4月 ）[33]

## 書籍
- NMB48 衣装図鑑 踊る衣装たち（2023年12月26日、KADOKAWA）[42] - 塩月希依音と共に表紙

### ビジュアルヘア＆メイク本
- Idol Beauty Book season3（2022年12月13日、主婦の友社） - NMB48版にて表紙メンバーに抜擢[82]